# Diaphus ostenfeldi
Diaphus ostenfeldi és una espècie de peix de la família dels mictòfids i de l'ordre dels mictofiformes.

## Morfologia
- Els mascles poden assolir 12 cm de longitud total.[3][4]

## Depredadors
És depredat per Squalus acanthias.

## Hàbitat
És un peix marí i d'aigües profundes que viu fins als 350 m de fondària.

## Distribució geogràfica
Es troba als oceans Atlàntic, Índic i Pacífic.